# ARIA (歌手)
ARIA（アリア、生年月日非公表）は、日本の女性歌手である。所属レーベルはrhythm zone。

## 来歴
幼少の頃よりピアノを習い、中学校では、ブラスバンド部のサクソフォーンを担当。物心付いた頃からすでに音楽に目覚めていた。本格的に歌手を目指したきっかけは、大学時代に友達と遊びに行ったクラブで、「ボヘミアンラプソディ」を歌った感動からと語っている。
2003年にrhythm zoneから「Asuka」名義でデビュー。2005年「ARIA」と改名。12月、R&Bディーバとしてデビュー。2006年4月からα-stationにて、毎週土曜日25時からの1時間番組『Turn It Up!!』放送開始。2007年よりGyaOジョッキーで、『ありっちゃ〜ARIA』の生放送を開始。

## ディスコグラフィ

### アルバム

#### オリジナル・アルバム
|     | リリース日     | タイトル           | 規格          | 販売生産番号           |
| 1st | 2006年8月23日  | ARIA               | CD+DVD 12cmCD | RZCD-45389/ RZCD-45390 |
| 2nd | 2007年11月28日 | THE JUKEBOX        | CD+DVD 12cmCD | RZCD-45661/ RZCD-45662 |
| 3rd | 2010年4月28日  | MUSIC AND THE CITY | CD+DVD 12cmCD | RZCD-46292/ RZCD-46293 |

#### ミニ・アルバム
|     | リリース日    | タイトル  | 規格          | 販売生産番号            |
| 1st | 2008年7月30日 | PHEROMONE | CD+DVD 12cmCD | RZCD-45931/B RZCD-45932 |

#### ベスト・アルバム
|     | リリース日    | タイトル                  | 規格          | 販売生産番号            |
| 1st | 2009年3月18日 | FEAT. "Mr." & "Ms." BEST! | CD+DVD 12cmCD | RZCD-46130/B RZCD-46131 |

### シングル
|     | リリース日     | タイトル                                                 | 規格          | 販売生産番号            |
| 1st | 2005年12月14日 | Beautiful Life                                           | 12cmCD        | RZCD-45281              |
| 2nd | 2006年2月8日   | Is This LOVE?                                            | 12cmCD        | RZCD-45335              |
| 3rd | 2006年6月28日  | Slow Jam feat. 童子-T                                    | 12cmCD        | RZCD-45381              |
| 4th | 2007年1月24日  | FALLIN'                                                  | 12cmCD        | RZCD-45438              |
| 5th | 2007年6月20日  | NOT OVER feat. HOKT & BIG RON                            | CD+DVD 12cmCD | RZCD-45551/B RZCD-45552 |
| 6th | 2007年9月19日  | NEXT DOOR feat. CHOZEN LEE from FIRE BALL                | 12cmCD        | RZCD-45640              |
| 7th | 2008年4月30日  | Departure feat. AK-69/Harmonize you feat. Kalassy Nikoff | CD+DVD 12cmCD | RZCD-45868/B RZCD-45869 |
| 8th | 2008年12月24日 | Color of Love                                            | CD+DVD 12cmCD | RZCD-46044/B RZCD-46045 |

### 参加作品
- Still-Low-Profile「FOREVER DAWN」（2006年1月25日、FDVTJ-20002）
  - M3 『Fella Fella Fella feat. ARIA』参加
- 「STARZ presented by rhythm zone」（2006年2月1日、RZCD-45296/B）
  - M2 『Beautiful Life -Radio Edit-』収録
- Q「THE BANGSTA」（2006年3月22日、COCP-33326）
  - M11 『Right There feat. ARIA』参加
- 「バックダンサーズ! オリジナル・サウンドトラック」（2006年8月23日、RZCD-45432）
  - M3 『Ready For You』（ARIA & LEO）参加、M6 『Beautiful Life』収録
- 「STARZ BEST '06 - '07」（2006年12月6日、RZCD-45474/5）
  - (DISC2) M6 『Slow Jam feat. 童子-T』収録
- SHINGO☆西成「SPROUT」（2007年4月13日、LIBCD-008）
  - M17 『のんびりと行こう feat. ARIA』・M18『クラップさん feat. ARIA』参加
- BIG RON「MISTA XXXXXL」（2007年6月6日、UPCH-1548）
  - M8 『Royal Blunt Dreaming feat. HOKT, ARIA』参加
- NORTH COAST BAD BOYZ「THE STORIES」（2007年9月26日、WHCD-36）
  - M10 『FOREVER -REST IN SMOKE 煙のなかで安らかに眠れ- feat. ARIA』参加
- 「Girls Be Ambitious!!」（2008年3月26日、VICL-62811/2）
  - (DISC1) M6 『I Love You』収録
- 「Special Calling」（2008年9月10日、VICL-63478）
  - M9 『浮き草 〜Faded Dream〜』新曲
- Ganxta Cue「The Lyricist」（2008年9月17日、BMRB-1058）
  - M4 『ニュース feat. ARIA』参加
- 「WHAT'S R&B?」（2008年11月26日、VICL-63165）
  - M20 『I Love You』収録
- RIKI「Super Wave」（2008年12月3日、RZCD-46075/B・46076）
  - M2 『悲しげな瞳 feat. ARIA & twenty4-7』参加
- 「トリビュート・トゥ・昴 -スバル- 〜ストリート・ダンス編〜」（2009年3月20日、RZCD-46196）
  - M1 『V.I.C.T.O.R.Y.』新曲
- EL LATINO & Ms.OOJA「IMPACT」（2009年5月20日、XNWS-10001/B）
  - M14 『Hope Full feat. ARIA』参加
- AK-69「THE CARTEL FROM STREETS」（2009年9月2日、VCCM-2046）
  - M17 『LAST SONG -MY LOVE EPILOGUE- feat. ARIA』参加
- NORTH COAST BAD BOYZ「DE JAVU OF THE 6MEN」（2010年1月20日、VICL-63530）
  - M5 『ESCORT feat. ARIA』参加
- ANTY the 紅乃壱「ANTY」（2010年7月21日、VICL-63643）
  - M4 『ボルケーノ feat. ARIA』参加
- 「TRIBUTE TO DS455」（2010年12月8日、VFS-031）
  - M7 『Night 4 playaz』参加
- 「Girls Be Ambitious!! 2」（2011年3月30日、VICL-63723/4）
  - (DISC1) M9 『浮き草 〜Faded Dream〜』収録

## その他の活躍

### ラジオ
- Turn It Up!! （α-station / 毎週土曜日25時～26時放送、2007年3月31日に終了）

### インターネット
- ありっちゃ〜ARIA（GyaOジョッキー / 水曜日放送、2007年5月30日に終了）